# José Guadalupe Galván Galindo
José Guadalupe Galván Galindo (Cadereyta, 21 de agosto de 1941-Torreón, 16 de julio de 2022) fue un eclesiástico católico mexicano. Se desempeñó como obispo de Ciudad Valles, entre 1994 al 200 y como obispo de Torreón, del 2000 a 2017.

## Biografía
Nació el 21 de agosto de 1941, en el municipio mexicano de Cadereyta. Era el mayor de tres hermano: Abel y Juan.
Realizó su formación primaria en su pueblo natal. Participó desde muy pequeño en las celebraciones litúrgicas de la Parroquia de San Juan Bautista como monaguillo; de esa experiencia de vida cristiana nació su inquietud a la vida sacerdotal. 
El 8 de septiembre de 1954, cumplidos trece años, ingresó al Seminario de Monterrey, en donde realizó cuatro años de estudio en Humanidades y tres de Filosofía.
En septiembre de 1961, fue enviado al Seminario de Montezuma y ahí cursó los cuatro años de Teología.
En 1978 fue enviado a España, para estudiar Liturgia en el Instituto Superior de Pastoral de la Universidad de Salamanca, con sede en Madrid.

### Sacerdocio
Su ordenación sacerdotal fue el 29 de junio de 1965, en la Basílica del Roble, a manos del arzobispo Alfonso Espino y Silva.
Su cantamisa fue el 6 de julio de ese mismo año, en su pueblo natal.
Como sacerdote desempeñó los siguientes ministerios:
- Vicario parroquial del Sagrado Corazón, Monterrey (1965-1974).

Colaboró en la construcción de la Casa Sacerdotal y en la administración de la misma. Formó parte de la comisión del clero y fungió como encargado de la previsión social de los sacerdotes.
El 29 de junio de 1980 fue nombrado párroco de la Parroquia de la Basílica de Guadalupe, Monterrey. Con este cargo estuvo al frente del proyecto de la construcción de la nueva basílica y de la restauración del antiguo santuario.

### Episcopado
Obispo de Ciudad Valles
El 8 de julio de 1994, el papa Juan Pablo II lo nombró obispo de Ciudad Valles. Fue consagrado el 10 de agosto del mismo año, en la Catedral de Ciudad Valles, a manos del arzobispo Girolamo Prigione.
Procuró cercanía a todas las comunidades eclesiales, especialmente a las que están ubicadas en la zona indígena. Promovió las tareas pastorales y la implementación del Plan de Pastoral Diocesano.
- Presidente del Comité Económico, de la CEM.

Obispo de Torreón
El 12 de octubre del 2000, el papa Juan Pablo II lo nombró obispo de Torreón. Tomó posesión canónica el 14 de diciembre del mismo año.
Continuó con el trabajo pastoral de sus antecesores, impulsando la pastoral diocesana y la implementación de la tercera etapa del Plan Diocesano de Pastoral e impulsando el ser y quehacer de la actividad diocesana.
El 9 de septiembre de 2017, el papa Francisco aceptó su renuncia, como obispo de Torreón, nombrado a su sucesor al mismo tiempo.

### Fallecimiento
Falleció el 16 de julio de 2022, en Torreón.